# Liste de minéraux (lettre T)
Pour un article plus général, voir Liste de minéraux
- Taafféite
- Tacharanite
- Tachyhydrite
- Tadzhikite-(Ce)
- Tadzhikite-(Y)
- Taénite
- Taïkanite
- Taïmyrite
- Taïniolite
- Takanélite
- Takédaïte
- Takéuchiite
- Takovite
- Talc
- Talmessite
- Talnakhite
- Tamaïte
- Tamarugite
- Tancoïte
- Taneyamalite
- Tangeite phosphate, couleur jaune.
- Tantalaeschynite-(Y)
- Tantalcarbide
- Tantalite oxyde, dénomination « oxyde de tantale, de manganèse et de fer ». Utilisée comme minerai de tantale.
- Tanteuxenite-(Y)
- Tantite
- Tanzanite variété de Zoïsite
- Taramite
- Taranakite
- Tarapacáite
- Tarbuttite
- Tatarskite sulfate. Découverte en 1963 à Aksai Valley, Aqtöbe (Kazakhstan).
- Tatyanaïte
- Tausonite
- Tavorite
- Tazheranite
- Tazieffite
- Teallite
- Tedhadleyite
- Teepleite
- Tegengrenite
- Teineite
- Telargpalite
- Tellurantimony
- Tellurite
- Tellure natif
- Tellurobismuthite
- Tellurohauchecornite
- Telluronevskite
- Telluropalladinite
- Temagamite
- Tengchongite
- Tengerite-(Y)
- Tennantite
- Ténorite
- Téphroïte
- Terlinguaïte
- Ternesite
- Ternovite
- Terranovaïte
- Terskite
- Tertschite
- Teruggite
- Teschemacherite
- Testibiopalladite
- Tétra-auricupride
- Tétradymite
- Tetraferroplatinum
- Tétraédrite
- Tetrarooseveltite
- Tétrataénite
- Tétrawickmanite
- Thadeuite
- Thalcusite
- Thalénite-(Y)
- Thalfenisite
- Thaumasite
- Theisite
- Thénardite
- Theoparacelsite
- Theophrastite
- Thérèsmagnanite sulfate, de couleur rose à rose-pâle. Découverte au Pradet, Var (France).
- Thermonatrite
- Thomasclarkite-(Y)
- Thometzekite
- Thomsenolite
- Thomsonite
- Thorbastnäsite
- Thoreaulite
- Thorianite
- Thorikosite
- Thorite
- Thornasite
- Thorogummite
- Thorosteenstrupine
- Thortveitite
- Thorutite
- Threadgoldite
- Thulite Variété de Zoïsite
- Tiemannite
- Tienshanite
- Tiettaïte
- Tikhonenkovite
- Tilasite
- Tilleyite
- Tinaksite
- Tincalconite
- Tinsleyite
- Tinticite
- Tintinaïte
- Tinzenite
- Tiptopite
- Tiragalloite
- Tirodite
- Tischendorfite
- Tisinalite
- Tistarite
- Titanclinohumite
- Titanite
- Titanowodginite
- Titantaramellite
- Tivanite
- Tlalocite
- Tlapallite
- Tobélite
- Tobermorite
- Tochilinite
- Tocornalite
- Todorokite (Ca,K,Na,Mg,Ba,Mn)(Mn,Mg,Al)6O12 • 3 H2O
- Tokkoïte
- Tokyoïte
- Tolbachite
- Tolovkite IrSbS découverte en 1981 dans les Hautes-terres de Koryak (Russie).
- Tombarthite-(Y)
- Tomichite
- Tongbaïte
- Tooeléite
- Topaze
- Torbernite Cu(UO2)2(PO4)2 • 12 H2O
- Törnebohmite-(Ce)
- Törnebohmite-(La)
- Torreyite
- Tosudite
- Tounkite
- Toyohaïte
- Trabzonite
- Tranquillityite
- Traskite
- Treasurite
- Trechmannite
- Trembathite
- Trémolite
- Trévorite
- Triangulite
- Triazolite
- Tridymite
- Trigonite
- Trikalsilite
- Trilithionite
- Trimérite
- Trimounsite-(Y)
- Trinitite
- Triphylite
- Triplite
- Triploïdite
- Trippkéite
- Tripuhyite
- Tristramite
- Tritomite-(Ce)
- Tritomite-(Y)
- Trögerite
- Trogtalite
- Troïlite
- Trolléite
- Trona
- Truscottite
- Trüstedtite
- Tsarégorodtsévite
- Tschermakite amphibole, de couleur verte à noire. Nommée pour Gustav Tschermak von Seysenegg (1836-1927), minéralogiste autrichien.
- Tschermigite NH4Al(SO4)2 • 12 H2O
- Tschernichite
- Tschörtnérite
- Tsepinite-Na
- Tsnigriite
- Tsugaruite
- Tsumcorite
- Tsumébite
- Tsumgallite
- Tsumoite
- Tučekite
- Tugarinovite
- Tugtupite
- Tuhualite
- Tulameenite
- Tuliokite
- Tumchaïte
- Tundrite-(Ce)
- Tundrite-(Nd)
- Tunellite
- Tungsténite WS2 utilisée dans la métallurgie du tungstène.
- Tungstite
- Tungusite
- Tunisite
- Tuperssuatsiaïte
- Turanite
- Turgite
- Turkestanite
- Turneaureite
- Turquoise
- Turtmannite
- Tuscanite
- Tusionite
- Tuzlaïte
- Tvalchrelidzeite sulfosel. Découverte en 1975 à Gomi, monts Caucase (Géorgie)
- Tvedalite
- Tveitite-(Y)
- Tweddillite
- Twinnite sulfosel, de couleur noire. Découverte en 1967 à Huntington, Hastings, Ontario (Canada).
- Tychite
- Tyretskite
- Tyrolite
- Tyrrellite
- Tyuyamunite Ca(UO2)2V2O8 • 5-8 H2O